# Filip Kostić
Filip Kostić - em sérvio, Филип Костић (Kragujevac, 1 de novembro de 1992) - é um futebolista profissional sérvio que atua como meia, ala ou ponta. Atualmente, defende a Juventus.

## Carreira

### Radnički Kragujevac
Filip Kostić começou a carreira no Radnički 1923, aos 17 anos. Suas atuações em campo atraíram a atenção de diversos clubes, como o Estrela Vermelha e Tottenham.

### Groningen
Em 4 de abril de 2012, assinou um contrato com o clube do Groningen, da Eredivisie, para juntar-se ao elenco ao final da temporada 2011–12. A partir de 2013, começou a mostrar o seu potencial como criador de jogadas, fazendo um total de 11 gols e 8 assistências na temporada 2013–14.

### Carreira na Alemanha
Suas atuações nos Países Baixos o levaram ao futebol alemão, onde começou sua carreira por lá pelo Stuttgart, onde assinou um contrato de 5 anos, em uma transferência que valia 6 milhões de Euros, incluindo bônus. Contudo, cumpriu apenas dois anos do contrato pois, após o rebaixamento do clube do sul germânico, moveu-se para o Hamburgo, onde tornou-se a transferência mais cara da história do clube,  sendo gastos €14 milhões pelo sérvio. Defendeu azul até Agosto de 2018, onde fora emprestado para o Eintracht Frankfurt. Sua ótima atuação por lá o fez assinar um contrato de €6 milhões pelo Frankfurt.
Em 14 de abril de 2022, Kostić marcou dois gols quando o Frankfurt derrotou o Barcelona por 3–2 no Camp Nou e por 4–3 no total da UEFA Europa League para se classificar para as semifinais. O Eintracht mais tarde ganhou a Liga Europa, e Kostic foi eleito o jogador da competição e também foi o principal o líder de assistências.

### Juventus
Em 12 de agosto de 2022, a Juventus anunciou a contratação de Kostić.

### Fenerbahçe
Em 9 de setembro de 2024, Kostic ingressou no clube turco Fenerbahçe por um empréstimo inicial de uma temporada.

## Títulos
Eintracht Frankfurt
- Liga Europa da UEFA: 2021–22

Juventus
- Coppa Italia: 2023–24

## Prêmios individuais
- Equipe do Ano da Liga Europa da UEFA: 2018–19 e 2021–22
- Melhor Jogador da Liga Europa da UEFA: 2021–22[4]